# Ceresbyen
Ceresbyen er et nyt bydelsområde i centrum af Aarhus på Vesterbro i den vestlige del af Midtbyen. Ceresbyen ligger hvor det gamle Ceres bryggeri var og er opkaldt efter bryggeriet. To af bryggeriets oprindelige bygninger fra 1800-tallet er bevaret. Det samme er dele af bryggeriets private have, som i dag er udbygget til en større offentlig park ved navn Cereshaven.

## Projekter
Ceresbyen blev bygget i perioden 2008 til 2018 og består af en blanding af boliger, erhvervsbyggeri og uddannelsesinstitutioner. Totalentreprenør for hele bydelen var firmaet A. Enggaard A/S, mens flere arkitektfirmaer med rod i Aarhus har stået for at tegne de forskellige byggerier. VIA University Colleges midtby-afdeling VIA Campus Aarhus C optager en stor del af den nye bydel, med i alt 48.000 m2 til 5.500 studerende og 500 ansatte. VIA Campus Aarhus C åbnede som det første færdige byggeri i området 1. juni 2015. Desuden er der i Ceresbyen anlagt boliger til 1.100 beboere, blandt andet i det 75 m høje Ceres Panorama med 130 lejligheder, som stod færdig i 2016. Der er tilknyttet 1.250 underjordiske P-pladser i området.
2.000 m2 af Ceresbyen er afsat til butiksliv og her er blandt andet en Føtex Food butik på 1.000 m2 og flere mindre butiks lejemål, herunder café og restaurant. Der er også en del kontorhuse i området som blandt andet benyttes af Niras (rådgivende ingeniørfirma) og en bank. Når Ceresbyen er fuldt udbygget, vil beboere, studerende og ansatte udgøre op mod 8.300 personer.
Større byggeprojekter i Ceresbyen inkluderer følgende:
- VIA Campus Aarhus C - Arkitema
- Ceres Panorama, 130 lejligheder, 75 meter, 20 etager - Schmidt Hammer Lassen Architects
- Ceres Park, 180 lejligheder, 6 etager - Schmidt Hammer Lassen Architects
- Lottrupgården, 135 lejligheder, 8 etager - SAHL Arkitekter
- Ceres Corner, 131 lejligheder, 7 etager - C.F. Møller Architects
- Bryggerhaven, 230 lejligheder, 6 etager - C.F. Møller Architects
- Ceres Hus. 66 lejligheder, 10 etager - Arkitema
- Ceres Plaza. 19.800 m2 fordelt på 14.000 m2 boliger, 5.800 kontor. To bolig tårne på 9 etager og kontor tårn på 8 etager[6] - Arkitema

## Galleri
- Ceres Pladsen med Jyske Palæ (1856) og det nye Ceres Plaza
- Administrationsbygningen, bevaret fra det tidligere Ceres Bryggeri
- Administrationsbygningen, facade
- Mur-relief
- Ceresbyen.
- Cereshus.
- lille te-pavillon i Cereshaven.
- Aarhus Å ved Ceresbyen.
- Ceresbyen set fra Ceres Krydset.
- Ceres Panorama.
- Cereshaven.
- Ceres Plaza.
- Ceresbyen set fra Silkeborgvej.
- Lottrupgården.
- Via Campus.
- Bryggerhaven.
- Via Campus.
- Bryggerhaven.
- Bryggerhaven.
- Ceres Plaza Silkeborgvej.